# Prima Categoria Tridentina 1962-1963
Il campionato di calcio di Prima Categoria 1962-1963 è stato il V livello del campionato italiano. A carattere regionale, fu il quarto campionato dilettantistico con questo nome dopo la riforma voluta da Zauli del 1958.
Questo è il girone unico organizzato dal Comitato Regionale Venezia Tridentina per la regione Trentino-Alto Adige.

## Girone unico
|  | Pos. | Squadra                              | Pt | G  | V  | N  | P  | GF | GS | DR |
|  | ---- | ------------------------------------ | -- | -- | -- | -- | -- | -- | -- | -- |
|  | 1.   | U.S. Passirio, Merano                | 30 | 20 | 13 | 4  | 3  | 33 | 17 |    |
|  | 2.   | U.S. Slanzi Alense, Ala              | 26 | 20 | 10 | 6  | 4  | 35 | 20 |    |
|  | 3.   | U.S. Aquila, Trento                  | 23 | 20 | 7  | 9  | 4  | 22 | 16 |    |
|  | 4.   | G.S. Lancia, Bolzano                 | 23 | 20 | 9  | 5  | 6  | 30 | 24 |    |
|  | 5.   | U.S. Mori, Mori                      | 21 | 20 | 6  | 9  | 5  | 28 | 21 |    |
|  | 6.   | A.C. Bressanone / Brixen, Bressanone | 21 | 20 | 8  | 5  | 7  | 34 | 24 |    |
|  | 7.   | S.S. Settaurense, Storo              | 21 | 20 | 8  | 5  | 7  | 36 | 38 |    |
|  | 8.   | A.S. Virtus Don Bosco, Bolzano       | 20 | 20 | 5  | 10 | 5  | 28 | 27 |    |
|  | 9.   | S.S. Benacense, Riva del Garda       | 13 | 20 | 5  | 3  | 12 | 20 | 35 |    |
|  | 10.  | S.S. Olivo, Arco                     | 12 | 20 | 3  | 6  | 11 | 18 | 31 |    |
|  | 11.  | U.S. Excelsior, Laives               | 10 | 20 | 3  | 4  | 13 | 14 | 45 |    |

## Verdetti finali
- Il Passirio Merano rinuncia in seguito alla promozione in Serie D.